# 1789년 관세법
1789년 관세법(Tariff of 1789)은 미국 헌법 비준 후 미국에서 통과된 최초의 주요 법안이다. 이 법안은 정부를 지원하고, 국가 내에서 발전하는 제조업을 보호하며, 연방 부채를 위한 세수를 확보하는 세 가지 목적을 가졌다. 제임스 매디슨 의원이 발의하고 제1차 미국 의회에서 통과되었으며, 조지 워싱턴 대통령이 법으로 서명했다. 이 법은 외국 선박으로 수입되는 상품에 톤당 50센트의 관세, 외국 기업이 소유한 미국 제조 선박에 톤당 30센트의 관세, 미국 소유 선박에 톤당 6센트의 관세를 부과했다.
미국 독립 혁명 이후 약화된 연합회의는 관세를 부과하거나 대부분의 유럽 강대국들과 호혜적 무역 협정을 체결할 수 없었으며, 이는 국내 제조업체에 해를 끼치는 유럽 상품의 홍수를 막을 수 없는 상황을 초래했다. 심지어 영국과 다른 국가들은 미국 상품에 높은 관세를 부과했다. 미국은 또한 독립 전쟁에서 남은 막대한 부채에 직면했고, 재정적 지불 능력을 유지하기 위한 새로운 자금원이 필요했다. 새 헌법에 따라 부여된 주요 권한 중 하나는 관세 부과 능력이며, 제1차 의회가 소집된 후 관세 법안의 통과는 가장 시급한 문제 중 하나가 되었다.
관세의 목적에 대한 논쟁은 이해관계가 얽힌 지역적 이해관계를 드러냈다: 북부 제조업체들은 산업 보호를 위해 높은 관세를 선호했고, 남부 농장주들은 저렴한 소비재 수입을 촉진할 낮은 관세를 원했다. 궁극적으로 매디슨은 관세를 통과시켰지만, 영국 수입품에 차별을 두는 조항을 최종 법안에 포함시키지 못했다. 의회 양원을 통과한 후, 워싱턴 대통령은 1789년 7월 6일 미국 전쟁 부채를 갚기 위해 이 법안에 서명했다.

## 통과 이전의 경제 상황
미국 독립 혁명 이후에는 경제 재편이 뒤따랐고, 이는 불확실성과 어려움을 가져왔다. 분쟁 동안 노동력과 투자는 농업 및 합법적인 무역에서 제조업 및 사략선으로 전환되었다. 전쟁이 끝나면서 사라진 직업에 종사했던 사람들이 생겨났다. 전쟁 요구의 중단으로 인한 가격 하락과 유럽의 저렴한 상품 수입이 결합되어 전쟁 중에 생겨난 초기 제조업체들을 빠르게 파산시켰는데, 이들 중 일부는 정상적인 대외 무역 관계가 재개되면서 상대적으로 불리한 입장에 놓였다.
상황을 더욱 어렵게 만든 또 다른 요인은 영국의 항해법이었다. 1783년 파리 평화 조약에서 상업에 관한 유일한 조항은 미시시피 강 항해가 미국에 영원히 자유로울 것임을 보장하는 규정이었다. 존 제이는 영국과의 상호 무역 조항을 확보하려 했으나 실패했다. 윌리엄 피트 (1759년)는 1783년에 미국과 영국 식민지 간의 자유 무역을 규정하는 법안을 영국 의회에 제출했지만, 법안을 통과시키는 대신 의회는 항해법 1783을 제정하여 영국에서 건조되고 영국인이 승선한 선박만 서인도 제도의 항구에 입항할 수 있도록 하고, 다른 영국 항구의 미국 선박에는 무거운 톤세(tonnage dues)를 부과했다. 이는 1786년에 미국 선박의 사기 등록을 방지하기 위한 또 다른 법과 1787년에 외국 섬을 통한 미국 상품 수입을 금지하는 또 다른 법에 의해 강화되었다. 이전 항해법의 유리한 조항들, 즉 특정 경우에 식민지 제품에 대한 보조금을 지급하고 영국 시장을 보호했던 조항들은 사라졌고, 불리한 조항들만 남았다. 1783년 이후 영국의 경기 침체로 인해 영국 시장은 더욱 축소되었다. 1778년 프랑스 조약은 상업 관계에서 "완전한 평등과 호혜성"을 약속했지만, 이러한 기반 위에 상업 조약을 체결하는 것은 불가능하다는 것이 밝혀졌다. 스페인은 호혜적 무역 관계의 대가로 미국에 미시시피 강 항해권을 25년간 포기할 것을 요구했는데, 이는 뉴잉글랜드 상인들이 기꺼이 지불했을 대가였다.
프랑스(1778년)와 네덜란드(1782년)는 조약을 맺었지만 대등한 조건은 아니었다. 포르투갈은 모든 제안을 거부했다. 스웨덴(1783년)과 프로이센(1785년)만이 상호 상업 특권을 보장하는 조약을 체결했다.
연합규약에 따른 대륙회의의 약점은 중앙 정부의 보복을 막았다. 의회는 상업 규제 권한을 반복적으로 요구했지만, 의회가 협상할 수 있는 상업 조약의 이행을 책임지는 주들에 의해 거부되었다. 결국 주들 스스로 보복 조치를 시도했고, 1783년부터 1788년까지 뉴햄프셔, 매사추세츠, 로드아일랜드, 뉴욕, 펜실베이니아, 메릴랜드, 버지니아, 노스캐롤라이나, 사우스캐롤라이나, 조지아는 영국 선박에 톤세(tonnage dues)를 부과하거나 영국 상품에 차별적인 관세를 부과했다. 이러한 노력의 효과는 관세가 0%에서 100%까지 다양하여 영국 선박들이 단순히 자유 항구나 가장 저렴한 항구로 가서 상품을 시장에 쏟아내는 결과를 낳았다는 사실에 의해 상쇄되었다. 주들 간의 상업 전쟁이 뒤따랐고 무익함이 혼란으로 바뀌었다.
헌법 채택은 전쟁 이후 산업과 상업이 겪었던 많은 경제적 문제들을 해소하는 것을 의미했다. 재편이 필수적이었고 즉각적인 경제적 결과는 유익했다. 헌법이 의회의 권한에 추가한 가장 중요한 사항들은 재정 및 상업과 관련된 것들이었다. 즉, 연방 정부가 세금을 부과하고, 무역을 규제하며, 화폐를 주조하고, 산업을 보호하며, 서부 개척을 지시할 수 있게 했고, 후일 밝혀졌듯이 신용을 확립하고 증권을 상환할 수 있게 했다. 헌법 아래에서 어린 공화국 전역에 걸쳐 무역의 자유가 보장되었다.
관세법 통과를 앞둔 몇 달 동안 의회는 유럽 수입품의 홍수로부터 구제를 요청하는 여러 도시의 제조업 단체들로부터 여러 청원을 받았다.
미국 의회는 이러한 단체들의 긴급한 요청에 응하여 1789년 관세법을 첫 번째 회기에서 고려되고 통과된 첫 번째 주요 법안으로 만들었다.

## 수입 관세 법안과 미국의 지역적 이해관계
수입 수수료는 "높은 보호 관세 지지자들과 [중앙 정부 유지를 위한] 오직 세수 확보만을 위한 관세 지지자들 사이의 타협을 나타냈다." "철강, 선박, 로프, 담배, 소금, 인디고 [및] 직물"을 포함한 일부 제조 및 농산물에 최고 50%의 요금이 부과되었다. 대부분의 관세 부과 대상 품목에는 종가 5%의 수수료가 부과되었다. 북동부 럼주 생산에 필수적인 당밀은 갤런당 6센트에서 2.5센트로 낮아졌다.
제임스 매디슨은 지역 간 갈등을 균형 잡기 위해 관세 조건을 수정했지만 높은 관세가 부과되는 품목들이 "북부 공동체의 제조업 부문을 위해 거의 일반적으로 과세되었다"고 인정했다. 그는 국가의 주요 부의 생산 지역인 남부가 "미국을 상업, 제조업, 해운 강국으로 변모시키는 데 관련된 재정적 부담의 불균형한 부분을 피할 수 없이 짊어지게 될 것"이라고 인정했다.

## 톤세 법안과 유럽 강대국과의 미국 외교 관계
최종 형태에서 관세는 1781년부터 1789년까지의 연합규약 기간 동안 국내 선박을 보호하기 위해 개별 주가 승인한 수수료를 대체하여 "미국 항해 시스템"을 구축했다.
이 법은 외국 선박이 유사한 상품을 수입할 때 부과되는 요금보다 낮은 운송료를 부과함으로써 미국 운송업자에게 유리한 톤세율을 설정했다. 연안 무역은 미국 국적 선박에만 독점적으로 허용되었다. 이러한 조항들은 당시 유럽 강대국들이 시행하던 중상주의 정책과 일치했다.
미국 독립 전쟁을 끝낸 파리 조약 (1783년) 이후로 영국은 미국과의 상업 조약 체결을 거부했다. 게다가 조약의 조항들은 이행되지 않았는데, 여기에는 전쟁 중 영국 해군에 의해 해방된 노예에 대한 노예주들에게의 보상과 북서부 영토의 군사 기지 철수 불이행이 포함된다. 그럼에도 불구하고 영국은 미국에게 지배적인 무역 파트너로 남았고, 양국은 본질적으로 식민지 시대의 무역 관계로 돌아갔다.
의회에서 관세 논쟁을 주재했던 제임스 매디슨 하원의원은 톤세법에 차별 조항을 도입하여 프랑스와 그 식민지 소유에 유리하고 미국 무역을 영국에서 멀어지게 하려 했다.
이를 위해 매디슨은 미국과 상업 협정이 없는 외국 운송업자에 대해 톤당 60센트의 수수료를, 조약이 있는 프랑스에는 30센트의 톤세를 부과할 것을 요구했다. 이 조치만으로도 영국에 대한 "경제 전쟁을 선포하는 것과 같았다".
매디슨의 제안은 영국에 해롭고 혁명적인 프랑스에 이로운 국가적 차원의 상업 재편을 지지하도록 농업 및 제조업 이익 단체들을 정치적으로 통합하려는 의도였다.
많은 북부 사업 대표자들은 영국을 주요 무역 파트너 및 상선으로 포기하는 것을 꺼려했으며, 프랑스가 "미국의 주요 공급자이자 시장" 역할을 할 수 있을지에 대해 의문을 제기했다.
그럼에도 불구하고 하원은 처음에는 매디슨의 "논란이 많은" 법안을 차별 조항이 그대로 유지된 채 통과시켰다. 그러나 상원은 법안에서 이를 삭제하고 하원으로 돌려보냈으며, 하원은 1789년 7월 4일 수정 없이 31대 19로 통과시켰다. 워싱턴 대통령은 1789년 7월 4일 이 법안에 서명하여 발효시켰다. 최종 법안은 양측의 양보를 이끌어냈지만, 국가의 해양 및 제조업 지역에 뚜렷한 이점을 제공했다.
1789년 관세법은 프랑스와 영국을 미국 항구로 운송되는 선박, 제조품, 원자재에 대해 동등한 위치에 놓았다. 모든 외국 소유 또는 외국 건조 선박은 톤당 50센트의 관세를 지불했고, 미국 소유 선박은 톤당 6센트의 관세를 지불했다.
연방 정부가 수입 관세를 징수할 수 있도록 의회는 또한 미국 세관을 설립하고 출입국항을 지정하는 1789년 징수법을 통과시켰다. 이 법과 이후의 법들에 의해 확립된 관세는 정부 수입의 대부분을 차지하게 될 것이었다. 1789년에서 1800년 사이에 연방 정부 수입의 87% 이상이 수입 관세에서 나왔다. 관세는 20세기까지 연방 수입의 대부분을 계속해서 차지했다.

## 관세에 대한 정치적 및 지역적 반응
영국과의 경제적 경쟁을 지지하도록 북부 상인들과 사업가들을 설득하려는 매디슨의 시도는 냉담한 반응을 얻었다. 첫째, 영국의 자본과 시장은 북부의 전반적인 번영에 기여했고, 둘째, 프랑스로의 전환은 연방주의 지도부가 "지나친 민주주의"로 간주하는 혁명 정부와 미국이 연합하는 것을 의미할 것이었다.
재무부 장관으로 곧 행정부에 들어갈 알렉산더 해밀턴은 매디슨의 제안을 지지하기를 거부했고, 영국과의 경제 전쟁이 관세법에서 요구하는 수입 관세 수입을 급격히 감소시켜 새로운 연방 정부를 운영하고 국가 부채를 조달하는 데 예상되는 자금을 위험에 빠뜨릴 것이라고 경고했다.
매디슨과 해밀턴 간의 이러한 분쟁은 이 두 연방주의 지도자 간의 "첫 중요한 균열"을 나타냈고, 해밀턴이 재무부 장관으로서 그의 재정 및 경제 프로그램을 시작하면서 그들의 오랜 협력을 끝내면서 더욱 깊어졌다. 이 법안은 "북부 사업가들과 남부 농장주들의 연방주의 연합" 내에서 첫 지역적 긴장을 일으켰다. 남부에서 "농업 이익 단체"는 높은 관세와 톤세율을 북부 상인들과 제조업자들의 승리로 보았고, 그 부담은 남부 주요 작물 수출업자들에게 떨어졌다.
이 헌법적 권한의 초기 적용은 남북의 사회적 및 경제적 차이를 부각시켰고, 연방주의 연합의 해체, 농업 동맹의 형성, 그리고 제1차 정당기의 부상을 예고했다.

## 내용주
1. ↑  Peters, Richard; Minot, George; Sanger, George Partridge. “United States Statutes at Large : Containing the Laws and Concurrent Resolutions ... and Reorganization Plan, Amendment to the Constitution, and Proclamations”. 《avalon.law.yale.edu》.
2. ↑  Harold Underwood Faulkner, American Economic History, Harper & Brothers, 1938, p. 181
3. 1 2  Harold Underwood Faulkner, American Economic History, Harper & Brothers, 1938, p. 182
4. ↑  Harold Underwood Faulkner, American Economic History, Harper & Brothers, 1938, p. 190
5. 1 2 3  Miller, 1960, p. 15
6. 1 2 3 4 5 6  Miller, 1960, p. 16
7. 1 2 3  Miller, 1960, p. 18
8. ↑  Hofstadter, 1957, p. 115
9. ↑  Miller, 1960, p. 19
10. ↑  Hofstadter, 1957, p. 125
11. ↑  Hofstadter, 1957, p. 123
12. ↑  Miller, 1960, p. 16–17
13. ↑  Miller, 1960, pp. 16–17, 126—127
14. 1 2 3  Miller, 1960, p. 19
15. ↑  Miller, 1960, pp. 14–15 [15]
16. ↑  Miller, 1960, pp. 17–18
17. ↑  Malone, 1960, p. 256
18. ↑  Bordewich, Fergus M. (2016). 《The First Congress: How James Madison, George Washington, and a Group of Extraordinary Men Invented the Government》. Simon & Schuster. 102–103쪽. ISBN 9781451692136.
19. ↑  Bordewich 2016, p. 108
20. ↑  Gould, Lewis L. (2003). 《Grand Old Party: A History of the Republicans》. Random House. 175–176쪽. ISBN 978-0-375-50741-0.
21. 1 2  Miller, 1960, p. 18, p. 19
22. ↑  Brock, 1957, pp. 47–48
23. 1 2 3  Miller, 1960, p. 100
24. ↑  Miller, 1960, pp. 100–101
25. ↑  Hofstadter, 1948, p. 14
26. ↑  Miller, 1960, p. 101
27. ↑  Malone, 1960, p. 265

## 추가 자료
- Brock, W.R. 1957. "The Ideas and Influence of Alexander Hamilton" in Essays on the Early Republic: 1789–1815. Ed. Leonard W. Levy and Carl Siracusa. New York: Holt, Rinehart and Winston, 1974.
- Burstein, Andrew and Isenberg, Nancy. 2010. Madison and Jefferson. New York: Random House
- Hofstadter, Richard. 1957. The United States: the History of a Republic. Englewood Cliffs, N.J.,: Prentice-Hall
- Hofstadter, Richard. 1948. The American Political Tradition and the Men Who Made It. New York: A. A. Knopf.
- Malone, Dumas and Rauch, Basil. 1960. Empire for Liberty: The Genesis and Growth of the United States of America. Appleton-Century Crofts, Inc. New York.
- Miller, John C. 1960. The Federalists: 1789–1801. Harper & Row, New York. ISBN 9781577660316
- Staloff, Darren. 2005. Hamilton, Adams, Jefferson: The Politics of Enlightenment and the American Founding. Hill and Wang, New York. ISBN 0-8090-7784-1